# Halloween III
Halloween III (Alternativtitel: Halloween – Die Nacht der Entscheidung, Halloween 3) ist ein Horrorfilm von Tommy Lee Wallace aus dem Jahr 1982. Nachdem die Fortsetzung des ersten Halloween-Films nicht der erwartete Erfolg worden war, entschloss man sich, sich von der alten Halloween-Geschichte zu lösen und eine neue zu erzählen, zumal Michael Myers im letzten Teil starb. Der Film floppte jedoch im Kino und hat mit der späteren Halloween-Serie nur den Namen gemeinsam. In den vergangenen rund 40 Jahren hat der Film jedoch eine wachsende Fangemeinde gefunden.

## Handlung
Der Film beginnt am 23. Oktober in Nordkalifornien. Der Spielzeughändler Harry Grimbridge ist auf der Flucht vor mehreren mysteriösen Männern in Anzügen. In seiner Tasche hat er eine Maske in Form eines Jack O’Lantern. Grimbridge versucht sich auf einem Parkplatz zu verstecken, wird aber von einem seiner Verfolger gestellt und droht von diesem erwürgt zu werden. Er kann sich aber dennoch retten, in dem er den Bremsblock eines Autos an einer Kette wegzieht, so dass der Wagen den Verfolger einquetscht und somit erledigt. Grimbridge kann fliehen und rettet sich zu einer Tankstelle, wo er vor den Verfolgern warnt und schließlich erschöpft zusammenbricht. Der Tankstellenbetreiber Walter Jones bringt Grimbridge in ein Krankenhaus.
Zur gleichen Zeit besucht der alkoholabhängige Arzt Dr. Dan Challis seine Ex-Frau Linda und deren beiden Kinder Willie und Bella. Da Halloween vor der Tür steht, hat er ihnen zwei billige Masken mitgebracht, wovon sich die Kinder enttäuscht zeigen, da sie schon von ihrer Mutter Masken von der nahe ansässigen Firma Silver Shamrock Novelties geschenkt bekommen hatten. Im Fernseher läuft gleichzeitig, für den Zuschauer erstmals sichtbar, ein Werbespot dieser Firma (eine Variante des Liedes London Bridge is falling down mit eigenem Text), der auf eine große Überraschungssendung an Halloween um 21:00 Uhr auf allen Sendern hinweist. Dan wird daraufhin ins Krankenhaus gerufen.
Dort soll er sich um den eben eingelieferten Harry Grimbridge kümmern, der plötzlich völlig hysterisch wird, als der Werbespot von Silver Shamrock in einem nahestehenden Fernseher läuft. Er wiederholt seine Warnung, bis Dan ihn mit einem Beruhigungsmittel behandeln lässt. Als Grimbridge versorgt ist und sich ausruht, nutzt Dan die Gelegenheit für ein Nickerchen. In dem Moment ist einer der Männer in Anzügen ins Krankenzimmer Grimbridges eingedrungen und tötet ihn brutal. Der Mörder zeigt selbst keine Gefühlsregung, als er von der Krankenschwester Agnes im Zimmer erwischt wird und sie vor Schock so laut aufschreit, dass sie Dan weckt. Der nimmt die Verfolgung auf, kann aber nur noch zusehen, wie sich der Mörder in seinem Wagen mit Benzin übergießt, es anzündet und der Wagen explodiert.
Am nächsten Tag beginnen die Ermittlungen der Vorfälle, für Dan eine Gelegenheit, das gemeinsame Wochenende mit den Kindern zunächst abzusagen. In dem Moment erreicht Grimbridges Tochter Ellie das Krankenhaus und ist entsetzt über den brutalen Mord an ihrem Vater. Mit auf der Leiche liegt immer noch die Maske, die er auf der Flucht bei sich trug und bis zum Ende fest an sich presste. Dan bittet die Rechtsmedizinerin Teddy um die Untersuchung der Überreste aus dem verkohlten Auto, da er sich so Hinweise zur Aufklärung des Vorfalls erhofft.
Zwei Tage vor Halloween trifft der immer noch ratlose Dan Ellie in einer Bar. Er erzählt ihr von der Aussage ihres Vaters, wonach Männer kommen sollen, um sie alle zu töten. Da er nicht sagte, worum es genau ging, wurde er zunächst nicht ernst genommen. Beide beschließen den Fall auf eigene Faust zu ermitteln. Dazu gehen sie in den Spielzeugladen ihres Vaters. In seinem Terminkalender steht, dass Harry Grimbridge am 22. Oktober in die fiktive Stadt Santa Mira gefahren ist, um dort ein Set Halloweenmasken von Silver Shamrock abzuholen. Aufgrund dieser Spur fahren beide dorthin, um dort weitere Anhaltspunkte für den Mord aufzudecken.
Auf der Fahrt dorthin recherchiert Dan Einzelheiten zu Santa Mira. So ist die Kleinstadt eine Siedlung von irischen Einwanderern, deren größter Betrieb eine Molkerei war, bis Silver Shamrock unter Conal Cochran diese aufkaufte und daraus eine landesweit beliebte Produktionsstätte für Spielzeug, insbesondere Halloweenmasken machte. Gleich als Dan und Ellie in Santa Mira einfahren, merken sie, wie sehr die Stadt unter der Kontrolle der Firma steht. Überall sind Überwachungskameras installiert, die die ganze Stadt abdecken. Die Einwohner wirken sehr zurückgezogen. Dan und Ellie checken im Motel der Stadt ein und geben sich als frisch verheiratetes Paar aus. Dabei lernen sie die anderen Gäste kennen, darunter die Familie Kupfer, deren Vater Buddy der Verkäufer mit dem höchsten Absatz von Silver Shamrock-Produkten in Nordamerika ist und deswegen zusammen mit seiner Frau Betty und dem Sohn Buddy Jr. eine persönliche Einladung von Cochran erhielt. Ebenso dabei ist die wütende Shopbesitzerin Marge Guttman, die aufgrund eines organisatorischen Fehlers von Silver Shamrock die Nacht in Santa Mira verbringen muss. Dan kann die Information beschaffen, dass Harry Grimbridge am 22. Oktober im gleichen Motel eingecheckt hat, was beweist, dass er in Santa Mira war.
Um 18:00 Uhr verkündet eine öffentliche Bekanntmachung der Stadt über Lautsprecher die Sperrstunde. Trotzdem besorgt sich Dan noch Alkohol im örtlichen Liquor Store und wird bei der Rückkehr ins Motel vom Obdachlosen Starker angesprochen, der Dan um etwas Geld und Alkohol bittet. Im Gegenzug erzählt er, dass Cochran nach der Übernahme die komplette Belegschaft aus der Molkerei entließ und mit eigenen mitgebrachten Leuten besetzte. So konnte er die totale Kontrolle über die Stadt erlangen, weswegen Dan vorsichtig sein soll. Als Starker Cochran wüst beschimpft und Dan geht, wird er von einem von Cochrans Männern getötet, indem er ihm mit bloßen Händen den Kopf abreißt.
In der Nacht beginnt Dan eine Liebesnacht mit Ellie, während Marge Guttman auf der Rückseite des Qualitätssiegel der Silver Shamrock-Masken eine Art Schaltkreis findet. Neugierig bearbeitet sie diese mit einer Haarnadel und löst so eine Art Laserstrahl aus, der ihr Gesicht verstümmelt und sie tötet. Aus der Wunde krabbelt noch ein Insekt raus. Kurz darauf erreichen Autos aus der Fabrik das Motel und Marge soll abtransportiert werden. Dan, der davon geweckt wurde, bietet seine Hilfe als Arzt an, was aber vom dazugekommenen Cochran abgelehnt wird, da die Fabrik über eine hochmoderne medizinische Einrichtung verfügt. Das Einzige, was Dan aus dem Gespräch zwischen Cochran und dem Motelbesitzer heraushören kann, ist das Wort Fehlzündung. Für Dan und Ellie ist klar, dass hier mehr verschwiegen wird als bisher angenommen und so beschließen sie am nächsten Tag persönlich in die Fabrik zu gehen.
Bevor sie diesen Plan umsetzen, ruft Dan Teddy an, um Ergebnisse aus der Untersuchung zu erfahren, doch sie ist genauso ratlos, da sie keine menschlichen Überreste finden kann. Daraufhin gehen Dan und Ellie in die Fabrik und erfahren dort von der Warenausgabe, dass Harry Grimbridge seine Bestellung abgeholt hat. Ohne neue Erkenntnisse wollen Dan und Ellie wieder gehen, als die Kupfers die Fabrik betreten und von Cochran empfangen werden. Aufgrund seiner Verkaufszahlen bekommen sie eine Führung durch die Fabrik, zu der auch Dan und Ellie eingeladen werden, was Dan unter falschem Namen auch annimmt. Daraufhin beginnt die Führung in der Produktion, in der Masken in den Formen Jack O’Lantern, Totenkopf und Hexe hergestellt werden. Dabei gibt sich Cochran ziemlich offen, bis auf einen mysteriösen Raum, den er unter Verschluss hält mit dem Argument, dort wird mit gefährlichen Mitteln gearbeitet. Buddy Jr. bekommt von Cochran eine Maske geschenkt. Am Ende der Tour erblickt Ellie den Wagen ihres Vaters und wird hysterisch, so dass Dan und Ellie die Szene verlassen.
In der darauffolgenden Nacht versucht Dan aus Santa Mira heraus zu telefonieren, aber die Leitung wurde blockiert. Als er ins Motelzimmer zurückkehrt, stellt er fest, dass Ellie verschwunden ist und draußen fünf Männer von Cochran auf ihn lauern, so dass Dan flieht. Er dringt wieder in die Fabrik ein, weil er dort Ellie vermutet. Er findet aber nur eine alte Frau, die sich als Roboter herausstellt, nachdem Dan sie bedroht hat. Daraufhin wird er von einem von Cochrans Männers angegriffen, doch Dan kann den darauffolgenden Kampf gewinnen, in dem er ihm die Faust in dem Magen haut. Somit ist klar, dass Cochrans Männer Roboter sind. Der vom Kampf erschöpfte Dan wird daraufhin von Cochran gefangen genommen.
Mittlerweile ist Halloween und Dan wird in die Fabrik gebracht, wo Cochran ihm nicht nur zeigt, wo sich Ellie und Marges Leiche befinden, sondern auch seinen Plan. Cochran ist besessen von alten keltischen Ritualen, vor allem die um Samhain. Deswegen soll ein Blutopfer in Form aller Kinder gebracht werden. Zu diesem Zweck hat Silver Shamrock einen der Monolithe aus dem englischen Stonehenge entwendet, dessen Bruchstücke in Schaltkreise eingearbeitet und die Magie daraus auf Computereingabe freigesetzt wird. Diese wurden in die Qualitätssiegel auf den Masken eingesetzt, so dass der Träger dadurch stirbt. Als Demonstration werden die Kupfers auf gleiche Weise getötet: Buddy Jr. wird die im Fernsehen beworbene Überraschung vorgespielt, in der seine Maske tragen soll. In der Folge wird er, offenbar ähnlich wie Marge, getötet und diverse Tiere, unter anderem Insekten und Schlangen werden freigesetzt und entfernen sich aus der Maske. Seine Eltern werden dann in der Folge von Giftschlangen attackiert und sterben ebenfalls. Dan ist entsetzt und wird in einen Lagerraum gebracht, wo ihn das gleiche Schicksal ereilen soll. Währenddessen sind die Kinder in den ganzen Vereinigten Staaten im Halloweenfieber und tragen die Silver Shamrock-Masken, während Lautsprecherwagen die Kinder auf die Überraschungssendung hinweisen. Zeitgleich wird Teddy von Cochrans Männern mittels eines Kopftreffers einer Bohrmaschine ermordet, bevor sie die Wahrheit aufdecken konnte.
Dan, der immer noch im Lagerraum sitzt, kann sich jedoch befreien und versucht über ein Telefon seine Ex-Frau zu warnen und den Kindern den Silver Shamrock-Masken wegzunehmen. Da diese aber sehr erbost über die Behandlung der Kinder ist und zudem seine Erklärungsversuche als Folge eines Vollrauschs hält, hört sie nicht auf ihn und kündigt an, ihm das Sorgerecht entziehen zu lassen. Dan versucht daraufhin Ellie zu finden und zu befreien, was ihm auch gelingt. Um Cochran aufzuhalten, spielt er an den Computern die Überraschungssendung ab und schüttet mehrere Karton mit den Qualitätssiegeln auf die Computer und alle Anwesenden, die alle getötet werden. Cochran applaudiert hämisch Dan zu und stirbt dann ebenfalls. Dan kann mit Ellie fliehen, bevor die Zerstörung der Fabrik auch sie trifft.
Doch auf der Flucht wird klar, dass Ellie, die die Flucht über verdächtig ruhig war, nicht die echte Ellie ist, sondern nur einer von Cochrans Robotern, der versucht, Dan zu töten. Dieser kann sich aber wehren und erledigt nach mehreren Versuchen seinerseits den Roboter. Das Schicksal der echten Ellie bleibt somit unklar. Dan erreicht die gleiche Tankstelle wie einst Harry Grimbridge und kann telefonisch die Sendeanstalten überzeugen, auf zwei Sendern die Überraschungssendung von Silver Shamrock abschalten zu lassen. Doch der dritte Sender strahlt diesen weiterhin aus, auch Dans hysterische Aufforderungen scheinen hier nichts zu bringen. Der Film endet mit Dans Gebrüll und lässt damit auch sein Schicksal im Unklaren.

## Hintergrund
- Michael Myers taucht nur kurz in einem Fernsehausschnitt von Halloween – Die Nacht des Grauens auf.
- John Carpenter und Debra Hill wollten zunächst zu den Wurzeln des ersten Halloween-Films zurückkehren und einen völlig unblutigen und auf Suspense setzenden Film produzieren. Man entschied sich aber während der Dreharbeiten, doch noch Gewalt- und Blutszenen einzufügen, um keinen Misserfolg des Films zu riskieren.
- Die Idee Carpenters war es, jedes Jahr einen neuen Halloween-Film in die Kinos zu bringen, jeweils mit einer neuen Geschichte. Nach diesem Flop besann man sich auf die Ursprungsgeschichte zurück.
- Der Film spielte 14,4 Millionen US-Dollar ein.[2]
- In Deutschland kam der Film nicht in die Kinos und wurde ab November 1986 auf VHS vermarktet.[3]
- Im Januar 2012 wurde der Film vom Index gestrichen. Eine Neuprüfung im März 2014 ergab ungeschnitten eine Altersfreigabe ab 16 Jahren.[4]

## Synchronisation
Die deutschsprachige Synchronisation entstand 1986 unter der Dialogregie von Hartmut Neugebauer, welcher auch das Dialogbuch schrieb und selbst auch die Rolle des Buddy Kupfer und die Silver Shamrock Werbung einsprach.
| Rolle                               | Schauspieler               | Synchronsprecher   |
| ----------------------------------- | -------------------------- | ------------------ |
| Dr. Daniel „Dan“ Challis            | Tom Atkins                 | Tommi Piper        |
| Ellie Grimbridge                    | Stacey Nelkin              | Inez Günther       |
| Conal Cochran                       | Dan O’Herlihy              | Günther Sauer      |
| Rafferty                            | Michael Currie             | Manfred Erdmann    |
| Buddy Kupfer                        | Ralph Strait               | Hartmut Neugebauer |
| Marge Guttman                       | Garn Stephens              | Anita Höfer        |
| Linda Challis                       | Nancy Kyes                 | Inge Solbrig       |
| Walter Jones                        | Essex Smith                | Willi Röbke        |
| Starker                             | Jonathan Terry             | Bruno W. Pantel    |
| Teddy                               | Wendy Wessberg             | Manuela Renard     |
| Sheriff                             | John MacBride              | Harry Kalenberg    |
| Silver Shamrock Sekretärin          | Paddi Edwards              | Haide Lorenz       |
| Ansagerin/Telefonistin              | Jamie Lee Curtis (Stimme)  | Michaela Amler     |
| TV-Sprecher Silver Shamrock Werbung | Tommy Lee Wallace (Stimme) | Hartmut Neugebauer |

## Kritik
„Keine Fortsetzung, sondern ein spannungsloser Aufguss der “Halloween”-Serie mit außergewöhnlich lächerlicher Story. Einzig die suggestive Musik kann für etwas “unheimliche” Atmosphäre sorgen.“

### Neubewertung
Trotz der anfänglich negativen Aufnahme des Films, vor allem durch Enttäuschung der Fans über die Abwesenheit Michael Myers, gewann der Film durch Neubewertung über die letzten drei Jahrzehnte viele neue Fans und wird heute als eigenständiger Kultfilm angesehen.
Vor allem der Plan Carpenters, jedes Jahr einen eigenständigen Film herauszubringen, wird im Vergleich zu den immer schlechteren Fortsetzungen gelobt.